# Argus Range
Die Argus Range ist eine Bergkette im Inyo County im US-Bundesstaat Kalifornien südöstlich der Ortschaft Darwin. Das Gebirge bildet die westliche Grenze des Panamint Valley und die nordwestliche Grenze des Searles Valley. Die Coso Range befindet sich im Westen und die Panamint Range im Osten.

## Geographie
Die Argus Range ist eine der westlichsten Bergketten der Basin and Range Province. Das nördliche Ende der Range befindet sich bei Panamint Springs an der State Route 190. Die Gebirgskette verläuft nach Süden zum Argus Peak, der nordwestlich des Searles Lake in der Nähe des Orts Trona liegt. Höchster Berg ist mit 2695 m Höhe der Maturango Peak.
Der Kamm der Argus Range befindet sich innerhalb der Naval Air Weapons Station China Lake und deshalb sind die Gipfel dieser Range für die Öffentlichkeit nicht zugänglich. 

## Argus Range Wilderness
Die Argus Range Wilderness, unter der Leitung des Bureau of Land Management, verläuft 45 km entlang der Ostseite der Argus Range. Sie erstreckt sich vom Militärgebiet im Westen bis zum Fuß der Argus Range im Osten. Der größte Teil des Wildnisgebiets ist nicht mehr als 3 km breit.